# Episodi di Star Wars: The Clone Wars (terza stagione)

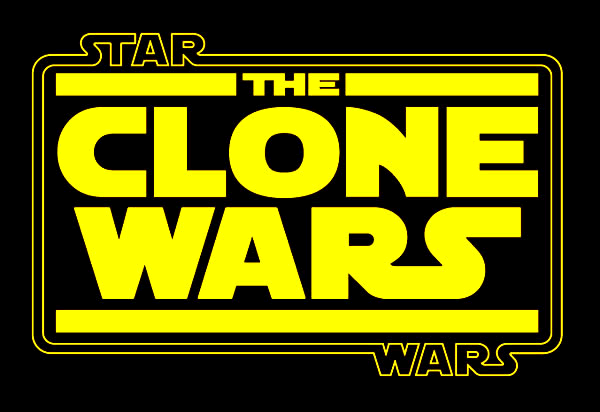
Logo della serie

La terza stagione della serie animata Star Wars: The Clone Wars, sottotitolata Secrets Revealed e composta da 22 episodi, è stata trasmessa per la prima volta negli Stati Uniti su Cartoon Network dal 17 settembre 2010 al 1º aprile 2011.
In Italia la stagione è stata trasmessa sui canali Cartoon Network e Boing dall'8 aprile 2011 in parti separate e in ordine misto: la prima parte (episodi 1-12) è andata in onda in prima visione su Cartoon Network dall'8 aprile al 24 giugno 2011; la seconda parte (episodi 13-20) è stata trasmessa in prima visione dal 18 febbraio all'11 marzo 2012 sul canale in chiaro Boing, che ha trasmesso tutta la stagione dal 7 gennaio al 18 marzo 2012. Gli ultimi due episodi sono stati trasmessi in prima visione tra la prima e la seconda parte da Cartoon Network, il 10 febbraio 2012. I titoli ufficiali degli episodi sono stati indicati nella versione italiana in DVD della stagione. Altri titoli alternativi ufficiali sono stati rilasciati con la pubblicazione della serie su Disney+.
| n° (assoluto) | n° (stagione) | Titolo originale     | Titolo italiano          | Prima TV USA      | Prima TV Italia  |
| ------------- | ------------- | -------------------- | ------------------------ | ----------------- | ---------------- |
| 45            | 1             | Clone Cadets         | L'unione fa la forza     | 17 settembre 2010 | 8 aprile 2011    |
| 46            | 2             | ARC Troopers         | Clone 99                 | 17 settembre 2010 | 15 aprile 2011   |
| 47            | 3             | Supply Lines         | Missione umanitaria      | 24 settembre 2010 | 22 aprile 2011   |
| 48            | 4             | Sphere of Influence  | Sfera di influenza       | 1º ottobre 2010   | 29 aprile 2011   |
| 49            | 5             | Corruption           | Corruzione               | 8 ottobre 2010    | 6 maggio 2011    |
| 50            | 6             | The Academy          | L'accademia              | 15 ottobre 2010   | 13 maggio 2011   |
| 51            | 7             | Assassin             | La mano della vendetta   | 22 ottobre 2010   | 20 maggio 2011   |
| 52            | 8             | Evil Plans           | Piani diabolici          | 5 novembre 2010   | 27 maggio 2011   |
| 53            | 9             | Hunt For Ziro        | Caccia a Ziro            | 12 novembre 2010  | 3 giugno 2011    |
| 54            | 10            | Heroes on Both Sides | Proposte di pace         | 19 novembre 2010  | 10 giugno 2011   |
| 55            | 11            | Pursuit of Peace     | La ricerca della pace    | 3 dicembre 2010   | 17 giugno 2011   |
| 56            | 12            | Nightsisters         | Le sorelle della notte   | 7 gennaio 2011    | 24 giugno 2011   |
| 57            | 13            | Monster              | La vendetta              | 14 gennaio 2011   | 18 febbraio 2012 |
| 58            | 14            | Witches of the Mist  | Lealtà e tradimento      | 21 gennaio 2011   | 19 febbraio 2012 |
| 59            | 15            | Overlords            | I guardiani della Forza  | 28 gennaio 2011   | 25 febbraio 2012 |
| 60            | 16            | Altar of Mortis      | La luce spezzata         | 4 febbraio 2011   | 26 febbraio 2012 |
| 61            | 17            | Ghosts of Mortis     | Lo specchio del futuro   | 11 febbraio 2011  | 4 marzo 2012     |
| 62            | 18            | The Citadel          | La cittadella            | 18 febbraio 2011  | 5 marzo 2012     |
| 63            | 19            | Counter Attack       | Contrattacco             | 4 marzo 2011      | 10 marzo 2012    |
| 64            | 20            | Citadel Rescue       | Tentativo estremo        | 11 marzo 2011     | 11 marzo 2012    |
| 65            | 21            | Padawan Lost         | La Padawan scomparsa     | 1º aprile 2011    | 10 febbraio 2012 |
| 66            | 22            | Wookiee Hunt         | Lottare per sopravvivere | 1º aprile 2011    | 10 febbraio 2012 |

## L'unione fa la forza
- Titolo originale: Clone Cadets
- Diretto da: Dave Filoni
- Scritto da: Cameron Litvack
- Incipit: «I fratelli in armi sono fratelli in vita.

### Trama
Su Kamino si svolge l'addestramento dei cadetti da parte di due mercenari assoldati dalla Repubblica, sotto la supervisione della 
Maestra Jedi Shaak Ti; si avvicina la prova finale, la simulazione di conquista di un avamposto sotto il controllo dei droidi. La squadra Domino fallisce l'ultimo allenamento, i membri della squadra sono divisi, chi agisce individualmente, chi non si adatta alle situazioni, chi è troppo distratto e non presta attenzione alla situazione. Bric, uno dei due cacciatori di taglie, è convinto che la squadra non sia pronta per la promozione, che i cloni debbano essere assegnati alla manutenzione, come gli esemplari difettosi (99 è un clone gobbo e vecchio, responsabile della pulizia dell'area addestramenti). La prova finale viene fallita, ma l'intervento di El-Les, l'altro cacciatore di taglie, permette alla squadra Domino di ripetere il test. I cadetti sono divisi, Heavy vuole disertare ma una discussione con 99 rinnova in lui lo spirito di squadra, facendolo riflettere su come stia per gettare al vento la possibilità di diventare un soldato, cosa che è stata negata a 99, essendo difettoso. La squadra Domino ripete il test e riesce a superarlo, nonostante Bric abbia tolto dalle loro cinture i rampini necessari per la scalata della cittadella; i cloni anzi dimostrano una notevole capacità d'adattamento utilizzando i cannoni del fortino per arrampicarsi e conquistare la bandiera.
- Ascolti USA: telespettatori 2.42 milioni[4]

Note
- Gli avvenimenti di questo episodio avvengono dopo il film Star Wars: The Clone Wars e prima dell'episodio Missione umanitaria.
- L'episodio è ambientato ai tempi dell'addestramento della squadra Domino, protagonista dell'episodio Reclute della prima stagione.
- In questo episodio, vengono spiegate le origini dei soprannomi utilizzati da Hevy, Droidbait, Echo, Cutup e Fives.
- Il design per le camerate dei cloni è stato tratto da un disegno scartato per Star Wars: Episodio II - L'attacco dei cloni.
- La specie di Bric e di El-les, ovvero la razza Siniteen e la razza Arcona, le possiamo intravedere nella cantina di Mos Eisley.

## Clone 99
- Titolo originale: ARC Troopers
- Diretto da: Kyle Dunlevy
- Scritto da: Cameron Litvack
- Incipit: «Combattere una guerra prova le abilità di un soldato, difendere la sua casa ne prova il cuore.»

### Trama
Dopo l'assalto alla luna di Rishi, la CSI è pronta ad assaltare Kamino per impadronirsi del DNA dei cloni. La Repubblica ha intercettato le comunicazioni separatiste ed è a conoscenza del piano, i soldati tornano sul loro pianeta natio per difendere la propria casa insieme a Obi-Wan Kenobi e Anakin Skywalker. L'assalto spaziale è tenuto dal perfido Generale Grievous, mentre Asajj Ventress si trova già nelle profondità marine, in attesa dei rinforzi. Quando lo scontro spaziale inizia, il Generale Grievous nasconde nei rottami che si staccano dalle navi colpite dei componenti che, una volta precipitati sul pianeta, vengono utilizzati dai droidi anfibi di Ventress per assemblare nuovi mezzi d'assalto simili a piovre. Obi-Wan Kenobi richiama Anakin dallo scontro spaziale per aiutarlo, il primo si scontra con Grievous, il secondo con Ventress dopo che questa è riuscita a impadronirsi del DNA di un clone, rubandolo dalla sala di deposito. Nel frattempo Echo e Fives combattono strenuamente per impedire l'avanzata dei droidi usciti dai mezzi d'assalto, Cody e Rex insieme a 99 scortano dei bambini cadetti alla caserma, dove organizzano un'ultima linea difensiva. 99 muore da eroe mentre rifornisce di armi e munizioni i suoi fratelli cloni, mentre gli Jedi riescono a sconfiggere Grievous e Ventress, recuperando il DNA rubato e costringendoli alla fuga. Rex promuove Echo e Fives ad ARC trooper.
- Ascolti USA: telespettatori 2.42 milioni[4]

Note
- Questo episodio è un sequel del quinto episodio della prima stagione Reclute. Gli avvenimenti di questo episodio avvengono dopo l'episodio La mano della vendetta e prima dell'episodio Sfera di influenza.
- Asajj Ventress utilizza un'astronave di tipo Trident. Il debutto di questa astronave fu nel film Star Wars: The Clone Wars quando cattura il figlio di Jabba. La seconda apparazione fu nell'episodio sedici della prima stagione Il nemico invisibile, che è appunto un prequel del film.
- Fives ed Echo hanno decorato le loro armature con dei disegni commemorativi del sacrificio di Hevy sulla Luna di Rishi. C'è anche un'illustrazione di uno Z-6 rotary blaster con la scritta "FOR HEVY" scritta in Aurebesh.
- Il clone pilota Broadside ha fatto la sua prima apparizione nel terzo episodio della prima stagione L'ombra della Malevolence.
- In questo episodio Grievous e Ventress si incontrano per la prima volta.
- Durante la messa in onda statunitense, è stata tagliata una scena dove si vedeva Ventress che baciava il comandante Colt dopo averlo infilzato con la spada laser. Nella versione estesa del DVD questa scena è stata reinserita.

## Missione umanitaria
- Titolo originale: Supply Lines
- Diretto da: Brian Kalin O'Connell
- Scritto da: Steven Melching, Eoghan Mahony
- Incipit: «Dove c'è una volontà, c'è una via.»

### Trama
Il pianeta Ryloth è sotto il blocco separatista, le forze repubblicane e della resistenza twi'lek sono circondate e senza rifornimenti, il Maestro Jedi Ima-Gun Di richiede rinforzi alla Repubblica ma anche la flotta orbitante intorno al pianeta viene distrutta. Il consiglio Jedi incarica così il senatore Organa di raggiungere Jar Jar Binks su Toydaria, per trattare con il re Katuunko l'utilizzo del pianeta come stazione di rifornimento delle navi repubblicane dirette su Ryloth per portare esclusivamente viveri e medicinali per la popolazione, che vive in città distrutte ed è ridotta alla fame. Sul pianeta gli ambasciatori della Repubblica trovano anche rappresentanti della Federazione dei Mercanti, in rapporti commerciali con i toydariani. La Federazione teme che la presa di posizione di Toydaria in favore della Repubblica possa esporre le proprie navi ad attacchi Separatisti, e per questo chiede che venga mantenuta la neutralità. Katuunko decide di rimanere neutrale, anche se in segreto permette a Organa di mandare le navi già atterrate su Tydoria a portare i rifornimenti su Ryloth, chiedendo inoltre un colloquio con i Jedi per abbandonare lo stato di neutralità e intervenire attivamente al fianco della Repubblica. Sul pianeta dei twi'lek la situazione è disperata, i cloni azzardano un'estrema linea difensiva che li porta alla sconfitta, con la caduta del Maestro Di, anche se questo permette alla resistenza twi'lek di scappare con le proprie famiglie per poter combattere ancora in futuro. I combattenti per la libertà ricevono infine i rifornimenti mandati da Organa.
- Ascolti USA: telespettatori 1.69 milioni[7]

Note
- Gli avvenimenti di questo episodio avvengono prima de Il duello, episodio della prima stagione, e dopo l'episodio L'unione fa la forza, e anticipa gli eventi trattati in tre episodi della stessa stagione, la battaglia di Ryloth.
- L'astronave del senatore Organa che compare in questo episodio è la stessa che compare nel film Guerre stellari ma non è la stessa che compare in Star Wars: Episodio III - La vendetta dei Sith. Lo si può capire dalle fasce colorate dell'astronave, che in questo episodio sono rosse come nell'Episodio IV mentre nel terzo film sono blu.

## Sfera di influenza
- Titolo originale: Sphere of Influence
- Diretto da: Kyle Dunlevy
- Scritto da: Steve Melching, Katie Lucas
- Incipit: «Un figlio rapito è una speranza perduta.»

### Trama
Pantora è sotto il blocco della Federazione dei Mercanti, con l'intento di convincere il Presidente a unirsi alla causa Separatista. La Repubblica promette aiuto ma la Federazione fa rapire le figlie del Presidente per aumentare la pressione sul governo Pantoriano. Ahsoka e Riyo Chuchi, senatrice di Pantora, si dirigono sulla nave comando della Federazione per un colloquio volto a stemperare la tensione, mentre in realtà sono alla ricerca di una delle due figlie rapite. Il Presidente e suo figlio invece si dirigono su Tatooine alla ricerca di Greedo, che si scopre essere autore del rapimento. Sia la Jedi sia il Presidente riescono a salvare le due giovani, mentre la Federazione dei Mercanti si dichiara all'oscuro del rapimento, togliendo il blocco a Pantora in segno di buona fede e amicizia.
- Ascolti USA: telespettatori 1.88 milioni[9]

Note
- Gli avvenimenti di questo episodio avvengono dopo l'episodio Clone 99 e prima dell'episodio Piani diabolici.
- Nell'episodio compare il personaggio di Baron Papanoida, che ha le fattezze di George Lucas che lo ha interpretato nel film La vendetta dei Sith. Nel film si intravede quando Anakin arriva al Teatro Galattico per parlare con il cancelliere Palpatine.[8] Compare anche Chi Eekway Papanoida interpretata dalla figlia di Lucas, Katie Lucas.

## Corruzione
- Titolo originale: Corruption
- Diretto da: Giancarlo Volpe
- Scritto da: Cameron Litvack
- Incipit: «La sfida della speranza è vincere la corruzione.»

### Trama
Questo episodio è situato dopo il quattordicesimo della seconda stagione. Padmé è invitata su Mandalore per farla unire alla Repubblica. Intanto dei contrabbandieri scaricano un veleno sul Tè, lo Slabin, che bevono i bambini nelle scuole. La duchessa Satine sospetta che molti mandaloriani siano stati corrotti, e nell'episodio successivo si scopre che anche il primo ministro Almec è coinvolto. Alla fine scoprono il magazzino che conteneva il veleno, ma grazie alla mira di Padmé Amidala riescono a catturare i contrabbandieri.
- Ascolti USA: telespettatori 1.78[11]
- Nota: gli avvenimenti di questo episodio avvengono dopo l'episodio Inseguimento mortale.

## L'accademia
- Titolo originale: The Academy
- Diretto da: Giancarlo Volpe
- Scritto da: Cameron Litvack
- Incipit: «Chi fa rispettare la legge deve obbedire alla legge.»

### Trama
Alla Padawan Ahsoka Tano viene assegnato il compito di insegnare in una classe di un'accademia di leadership su Mandalore. Poco dopo Korkie, lo zelante nipote della Duchessa Satine, e i suoi compagni scoprono un nefasto complotto: il Primo Ministro Almec si rivela essere una parte attiva della cospirazione che ha istituito il mercato nero su Mandalore. Questi tenta di ridurre al silenzio la Duchessa Satine e i cadetti prima che la sua corruzione diventi di dominio pubblico. Ahsoka e i cadetti riusciranno però a fermarlo prima che ci possa riuscire.
- Ascolti USA: telespettatori 1.79 milioni[13]
- Nota: le guardie carcerarie Mandaloriane hanno sulle loro spalle uno stemma che recita "In difesa di Mandalore". È scritto nella stessa lingua che appare sullo schermo dello Slave I nel film L'attacco dei cloni.[12]

## La mano della vendetta
- Titolo alternativo proposto da Disney+: Assassinio
- Titolo originale: Assassin
- Diretto da: Kyle Dunlevy
- Scritto da: Katie Lucas
- Incipit: «Il futuro ha molte strade, scegli con saggezza.»

### Trama
Incaricata di proteggere la senatrice Padmé Amidala nel corso di una missione politica su Alderaan, Ahsoka, la quale ha appena dato per morta una cacciatrice di taglie nell'ultimo episodio della seconda stagione, è tormentata da visioni ricorrenti di una cacciatrice di taglie recentemente scomparsa, Aurra Sing. Incapace di svuotare la sua mente, Ahsoka è preoccupata che il conflitto è giunto sino a lei dato che le sue visioni, effettivamente, si riveleranno profetiche. Padmé riesce a evitare la morte quando Aurra Sing tenta di assassinarla e, insieme ad Ahsoka, tende una trappola alla cacciatrice. Ahsoka, grazie all'aumentata consapevolezza delle sue visioni, scopre infine la mente malvagia dietro il complotto per uccidere Padmé: il gangster in carcere Ziro the Hutt.
- Ascolti USA: telespettatori 1.85 milioni[15]
- Nota: gli avvenimenti di questo episodio avvengono prima dell'episodio Clone 99.

## Piani diabolici
- Titolo originale: Evil Plans
- Diretto da: Brian Kalin O'Connell
- Scritto da: Steve Mitchell, Craig Van Sickle
- Incipit: «Un insuccesso nella pianificazione è un piano per l'insuccesso.»

### Trama
Questo episodio è ambientato prima di Ostaggi, episodio della prima stagione.
Sul pianeta Coruscant C-3PO e R2-D2 sono rapiti dal cacciatore di taglie Cad Bane che è alla ricerca di informazioni sul palazzo del Senato per conto di Jabba the Hutt. Il piano della famiglia Hutt è quello di liberare il loro fratello rinchiuso in carcere, Ziro the Hutt, che ha delle informazioni che potrebbero danneggiare gli Hutt se divulgate. Ziro viene liberato nel ventiduesimo episodio della prima stagione.
- Ascolti USA: telespettatori 1.84 milioni[17]

## Caccia a Ziro
- Titolo originale: Hunt for Ziro
- Diretto da: Steward Lee
- Scritto da: Steven Melching, Craig Van Sickle
- Incipit: «L'amore si presenta sotto ogni forma e dimensione.»

### Trama
Dopo che Cad Bane ha liberato Ziro The Hutt in Ostaggi il consiglio Jedi assegna la missione di ritrovare Ziro e Cad al cavaliere Jedi Quinlan Vos che verrà accompagnato da Obi Wan Kenobi. Nel frattempo però Ziro viene messo in gabbia dalle famiglie degli Hutt, i due Jedi lo scoprono ma scoprono anche che è fuggito con l'aiuto di Sy Snootles. Cad Bane viene incaricato di ritrovarlo. Ziro si rifugia dalla madre, tutti gli inseguitori arrivano dalla madre che gli indica Teth come luogo della fuga, una volta arrivati alla tomba del padre la ragazza di Ziro si rivela essere una cacciatrice di taglie che uccide Ziro e restituisce il diario a Jabba. Nel mentre i Jedi e Bane cominciano uno scontro, ma quest'ultimo riesce a fuggire.
- Ascolti USA: telespettatori 1.76 milioni[19]

Note
- In questo episodio fa la sua prima apparizione il cavaliere Jedi Quinlan Vos. L'idea di utilizzare Vos nella serie è venuto allo scrittore Henry Gilroy già nel 2005, con il Jedi che era già un favorito dei fan in quanto personaggio dei fumetti della Dark Horse Comics dell'Universo espanso.[20] In una prima bozza dell'episodio Bombad Jedi della prima stagione, doveva essere presente anche Quinlan Vos ma è stato tagliato a causa delle limitazioni che coinvolgono i nuovi modelli facciali dei personaggi che un singolo episodio potrebbe introdurre.[21]
- L'episodio ha tratto ispirazione da varie fonti: Mama è stata in parte ispirata al vampiro obeso Pearl del film del 1998 Blade; il droide governante nella capanna di Mama erano un omaggio al film Batteries Not Included del 1987; e quando Ziro muore, egli dice: "Che mondo, che mondo!" in riferimento ad una frase pronunciata dal Malvagia Strega dell'Ovest nel film del 1939 di Il mago di Oz. Inoltre, il numero musicale nel palazzo di Gardulla era un tributo alla scena d'apertura del film del 1984 di Indiana Jones e il tempio maledetto.[18]
- In origine, Jabba the Hutt avrebbe dovuto essere presente nel palazzo insieme al suo droide protocollare, TC-30. È stato sostituito da Gardulla in ritardo nella produzione dell'episodio, e TC-30 è stato scambiato con il droide MF-80.

## Proposte di pace
- Titolo alternativo proposto da Disney+: Proposte
- Titolo originale: Heroes on Both Sides
- Diretto da: Kyle Dunlevy
- Scritto da: Daniel Arkin
- Incipit: «La paura è un grande sprone.»

### Trama
Il senato discute un disegno di legge che eliminerebbe il controllo del governo di attività del Clan Bancario, al fine di finanziare la guerra: i vari senatori come Halle Burtoni di Kamino sono per il sì mentre Padmé è per il no. Padmé decide di recarsi su Raxus, per incontrare una sua amica e convincerla a incontrare i gruppi separatisti a chiedere la pace, accompagnata da Ahsoka. Mina Bonteri riesce a convincere il congresso separatista a chiedere la pace. Nel frattempo il conte Dooku cospira con il clan bancario perché la legge passi, e comanda a Grievous un attacco alla rete centrale di distribuzione di energia su Coruscant. Questo attacco manda in panico il senato che decide di rifiutare la richiesta di pace dei separatisti e vota per la deregolamentazione del clan bancario.
- Ascolti USA: telespettatori 1.75 milioni[23]

Note
- Questo episodio è la prima parte del prequel di La guerra del senato della seconda stagione di Star Wars: The Clone Wars. La seconda parte è l'episodio successivo La ricerca della pace, della terza stagione. In questo episodio infatti Onaconda Farr è ancora vivo.
- In questo episodio Anakin Skywalker, Ahsoka Tano e Obi-Wan Kenobi hanno un nuovo look facendo una passo avanti nel tempo (si presume siano passati almeno 1-2 anni).[24][25][26]

## La ricerca della pace
- Titolo originale: Pursuit of Peace
- Diretto da: Duwayne Dunham
- Scritto da: Daniel Arkin
- Incipit: «La verità può abbattere lo spettro della paura.»

### Trama
Il senato a seguito dell'attacco a Coruscant discute il disegno di legge sulla produzione di nuovi cloni. Durante la seduta il conte Dooku informa che i separatisti a seguito della morte di Mina Bonteri ritirano la loro richiesta di pace. Padmé, Organa e gli altri senatori contro il provvedimento ricevono delle intimidazioni da parte di mercenari assunti da Dooku. Padmé chiede a Organa di parlare al senato ma poiché quest'ultimo subisce un attacco è lei stessa a parlare al senato delle conseguenze della guerra sui civili. Il suo discorso riscuote molto successo.
- Ascolti USA: telespettatori 1.61 milioni[28]

## Le sorelle della notte
- Titolo originale: Nightsisters
- Diretto da: Giancarlo Volpe
- Scritto da: Katie Lucas
- Incipit: «La via più rapida alla distruzione passa per la vendetta.»

### Trama
Vista la crescente abilità di Asajj Ventress con lato oscuro della forza, Darth Sidious ordina a Dooku di eliminarla ma Ventress sopravvive al tentativo di assassinio. Dopo essersi risvegliata nello spazio si reca su Dathomir, suo pianeta natale, dove vivono le Sorelle della Notte che decidono di aiutarla a vendicarsi di Dooku grazie a una pozione per l'invisibilità e delle spade laser. Ventress fallisce ma l'attacco viene creduto opera di Jedi e Dooku richiede così l'ausilio di un nuovo apprendista a Madre Talzin, il leader delle sorelle oscure.
- Ascolti USA: telespettatori 1.86 milioni[30]

## La vendetta
- Titolo originale: Monster
- Diretto da: Kyle Dunlevy
- Scritto da: Katie Lucas
- Incipit: «Il male non è innato, si apprende.»

### Trama
Dopo essere stato attaccato il Conte Dooku arriva su Dathomir per chiedere a madre Talzin un nuovo allievo, la donna gi dice che gli troverà un guerriero della razza di Darth Maul. Così rassicurato Dooku torna su Serenno e Ventress invece viene mandata al villaggio per scegliere il nuovo guerriero. Dopo una serie di prove, Ventress riesce a sconfiggere tutti i candidati ma rimane colpita da Savage Opress che viene scelto quindi come allievo. Dopo essere stato portato da madre Talzin Savage viene sottoposto a un rito per incrementarne la forza e per renderlo succube delle sorelle, dopodiché viene costretto a uccidere il fratello come prova decisiva della sua lealtà. Successivamente viene portato su Serenno da Dooku che per testarlo lo invia su Devaron per prendere possesso del tempio Jedi, Savage fa piazza pulita di tutti i cloni ed elimina il Maestro Jedi Halsey e il suo allievo Knox. Tornato su Serenno Dooku decide di addestrare Savage nell'arte del Lato Oscuro.
- Nota: durante la trasmutazione di Savage Opress da parte delle Sorelle della Notte, in sottofondo è possibile udire l'urlo di Wilhelm.

## Lealtà e tradimento
- Titolo originale: Witches of the Mist
- Diretto da: Giancarlo Volpe
- Scritto da: Katie Lucas
- Incipit: «La via del male può portare grande potere, ma non la lealtà.»

### Trama
Dopo l'attacco al tempio Jedi, Anakin e Obi-Wan vengono inviati su Dathomir per indagare sull'accaduto. Sul pianeta scoprono che Savage si trova su Toydaria così i due si recano sul pianeta. Su Toydaria Savage riesce a scappare dai due Jedi che lo seguono fino alla nave del conte Dooku, anche Ventress intanto arriva sulla nave per avere finalmente la sua vendetta su Dooku, il conte le scaglia contro Savage che viene però controllato. Dopo essere stato colpito dai fulmini di Dooku, Savage impazzisce e si scaglia contro entrambi per poi scappare su Dathomir dove madre Talzin gli dice di andare nell'orlo esterno dove incontrerà un suo fratello in esilio che lo addestrerà. Intanto Ventress e Dooku continuano la battaglia, Ventress perde ma quando sta per essere uccisa scappa.
- Ascolti USA: telespettatori 2.21 milioni[33]

Note
- Lo scontro tra Dooku e Savage termina con Dooku che ha la meglio sul suo apprendista, posizionando le due spade laser alla gola dello zabrak a mo' di forbice. Dooku troverà la morte in modo identico nel film La vendetta dei Sith.
- La Squadra Delta, dopo aver debuttato in Star Wars: Republic Commando, appare in questo episodio, che segna la prima apparizione di una unità Commando nella serie. Boss è doppiato da Dee Bradley Baker, che fornisce la voce per tutti gli altri cloni della serie.

## I guardiani della Forza
- Titolo originale: Overlords
- Diretto da: Steward Lee
- Scritto da: Christian Taylor
- Incipit: «L'equilibrio alberga in colui che riconosce la propria colpa.»

### Trama
Dopo aver ricevuto una richiesta d'aiuto dal cuore del sistema Chrelythiumn contenente un codice di soccorso Jedi inutilizzato da duemila anni Anakin, Obi-Wan e Ahsoka vengono inviati sul posto per indagare. Arrivati sul posto però i Jedi non risultano in nessuna coordinata e inoltre vengono attirati su un pianeta che rappresenta la Forza. Sul pianeta i tre incontrano la Figlia, che dice ad Anakin che lui è il Prescelto e gli chiede di seguirla. Mentre i tre sono in viaggio vengono attaccati dal malvagio Figlio che separa Anakin da Ahsoka e Obi-Wan. Anakin si reca su una torre in cui incontra il Padre, mentre Ahsoka e Obi-Wan vengono rapiti rispettivamente dalla Figlia e dal Figlio. Il Padre dice ad Anakin che lui è il Prescelto per equilibrare i due lati della Forza e per dimostrarlo gli chiede di domare entrambi i suoi figli che rappresentano i due lati della Forza. Anakin ci riesce ma decide di non restare sul pianeta per prendere il posto del Padre.
- Ascolti USA: telespettatori 1.74 milioni[35]

Note
- Nell'episodio compare, come fantasma di Forza, il Maestro di Obi-Wan Qui-Gon Jinn che è stato doppiato da Liam Neeson, l'attore che lo interpretò in La minaccia fantasma.
- Shmi Skywalker, madre di Anakin apparsa in visione al figlio, è stata doppiata dall'attrice Pernilla August che la interpretò nei primi due film della trilogia prequel.
- Il personaggio chiamato Figlio è doppiato da Sam Witwer, colui che impersonò e doppiò Galen Marek, "Starkiller" nel gioco Star Wars: Il potere della Forza.

## La luce spezzata
- Titolo originale: Altar of Mortis
- Diretto da: Brian Kalin O'Connell
- Scritto da: Christian Taylor
- Incipit: «Colui che rinuncia alla speranza, rinuncia alla vita.»

### Trama
Mentre sono in viaggio per lasciare il pianeta, Ahsoka viene rapita dal Figlio così Anakin e Obi-Wan sono costretti a riscendere nel pianeta. Anakin va subito alla ricerca della sua padawan, mentre Obi-Wan si reca al palazzo del Padre, dove vede il malvagio Figlio che cerca di uccidere il Padre. Dopo aver assistito il Padre, la Figlia accompagna Obi-Wan all'altare dov'è custodita la spada per controllare il fratello. Ahsoka intanto viene controllata dal Figlio e, comincia a combattere contro Anakin. Obi-Wan prende la spada e assieme alla Figlia si recano sul luogo della battaglia dove arriva anche il Figlio. Durante la battaglia Ahsoka prende la spada e la consegna al Figlio che la uccide, nel frattempo arriva il Padre che cerca di combatterlo. Quando il Figlio sta per pugnalare il Padre, la sorella si frappone tra loro e con un sacrificio estremo restituisce la vita ad Ahsoka, mentre il fratello intanto scappa verso la navicella dei Jedi il suo unico modo per lasciare il pianeta.
- Ascolti USA: telespettatori 2.29 milioni[37]
- Nota: Adrienne Wilkinson, la voce originale della Figlia, ha doppiato il personaggio di Maris Brood nel videogioco Star Wars: Il potere della Forza.[38]

## Lo specchio del futuro
- Titolo originale: Ghosts of Mortis
- Diretto da: Steward Lee
- Scritto da: Christian Taylor
- Incipit: «Colui che cerca di controllare il destino non troverà mai pace.»

### Trama
Anakin prima di lasciare il pianeta si reca dal Padre per avere la sua benedizione dopodiché guidato dalla Forza si reca al pozzo del lato oscuro dove incontra il Figlio. Questi per convincere il Jedi a unirsi a lui gli mostra il suo futuro così Anakin visto il dolore che causerà accetta. Il Padre per riportare equilibrio fa dimenticare ad Anakin ciò che ha visto, dopodiché si infilza con la spada davanti agli occhi del Figlio e mentre questi sta implorando il Padre di non morire Anakin lo colpisce a morte. Dopo la morte del Padre il pianeta si distrugge e i tre si risvegliano al punto di incontro con l'incrociatore Jedi, tutto fa pensare che l'intera vicenda l'abbiano solo sognata.
- Ascolti USA: telespettatori 2.24 milioni[40]
- Nota: i Signori dei Sith Darth Revan e Darth Bane avrebbero dovuto fare un'apparizione come mentori del figlio, ma sono stati tagliati causa ritardi nella produzione.[41][42][43] Darth Bane è apparso nell'episodio finale della sesta stagione, Sacrifice, con un design completamente diverso ma che corrisponde al suo aspetto canonico.[42]

## La cittadella
- Titolo originale: The Citadel
- Diretto da: Kyle Dunlevy
- Scritto da: Matt Michnovetz
- Incipit: «Lo spirito d'adattamento è la chiave per sopravvivere.»

### Trama
Di ritorno da una missione sull'orlo esterno, l'incrociatore di Even Piell è stato attaccato e il maestro jedi catturato. così Obi-Wan, Anakin e Ahsoka vengono inviati alla cittadella, la prigione separatista in cui è detenuto, per salvarlo. Una volta salvato il Jedi scoprono che le informazioni che ha raccolto sono state divise in due e una parte sono in possesso del capitano Tarkin ancora prigioniero. Dopo aver salvato entrambi, le due squadre si dividono; Obi-Wan e Piell creano un diversivo mentre Anakin, Tarkin e Ahsoka cercano di recuperare un mezzo di trasporto.
- Ascolti USA: telespettatori 1.84 milioni[45]

Note
- In questo episodio compare per la prima volta nella serie il capitano Tarkin, futuro Gran Moff dell'Impero, apparso nei film Guerre stellari, La vendetta dei Sith e Rogue One.
- Il piano del congelamento nella carbonite è stato precedentemente usato nel fumetto Shipyards of Doom, ispirato alla serie.

## Contrattacco
- Titolo originale: Counterattack
- Diretto da: Brian Kalin O'Connell
- Scritto da: Matt Michnovetz
- Incipit: «Quando le cose devono andare storte, andranno storte.»

### Trama
Il conte Dooku preoccupato per la fuga dei Jedi comanda a Sobek di catturarli, prendere le informazioni e poi uccidere tutti. Mentre Anakin e Ahsoka cercano di trovarsi al punto a loro assegnati, Obi-Wan e Piell vengono catturati. R2 e i droidi riescono a liberare i Jedi e ad arrivare alla pista di atterraggio dove giungono anche Anakin e la sua squadra ma lo shuttle viene fatto esplodere lasciandoli senza via di fuga.
- Ascolti USA: telespettatori 1.87 milioni[47]

Note
- Durante la cattura della squadra di Kenobi fuori della Cittadella, i cloni usano dei fucili blaster E-5. Ma in seguito, durante il combattimento all'esterno sulla pista di atterraggio, i cloni usano dei fucili standard.
- Nell'episodio precedente, a parte il comandante Cody, il capitano Rex, Echo e Fives, c'erano solo quattro altri cloni che accompagnavano la squadra di soccorso. Tuttavia, in questo episodio, sono cinque i cloni insieme agli altri protagonisti.
- La morale di inizio episodio, è una variante della famosa legge di Murphy, in cui si afferma di solito: "Se qualcosa può andar male, andrà male."

## Tentativo estremo
- Titolo originale: Citadel Rescue
- Diretto da: Steward Lee
- Scritto da: Matt Michnovetz
- Incipit: «Senza onore, la vittoria è priva di significato.»

### Trama
Dopo la distruzione della loro nave i Jedi contattano il consiglio che li informa dell'arrivo imminente di Plo Koon. Osi Sobeck dopo essere stato contattato da un furibondo Dooku decide di liberare gli Anooba per rintracciare i nemici. I Jedi riescono a sconfiggere tutti i nemici ma durante la battaglia Piell viene colpito così prima di morire rivela le informazioni segrete ad Ahsoka. Sobek decide allora di occuparsi personalmente della situazione. Arrivati al punto di ritrovo i Jedi vengono attaccati da Sobeck, Osi cerca di uccidere Tarkin ma viene ucciso da Ahsoka. Dopodiché i Jedi vengono portati in salvo.
- Ascolti USA: telespettatori 1.55 milioni[49]

Note
- La morte di Even Piell nell'episodio contraddice notevolmente la sua successiva morte nel romanzo Coruscant Nights I: Jedi Twilight. L'11 marzo 2011, Leland Chee ha dichiarato sul suo blog StarWars.com che è stato ucciso nel romanzo a causa di potenziali problemi di continuità per quanto riguarda la sua appartenenza al Consiglio. Tuttavia, con l'acquisizione della Lucasfilm da parte di The Walt Disney Company nel 2012, la maggior parte dei romanzi e fumetti di Guerre stellari prodotti su licenza sono stati inseriti nel brand Star Wars Legends e dichiarati non canonici al franchise nel mese di aprile del 2014.[50][51][52]
- Durante una delle scene di combattimento, il comandante Cody salta in cima ad un droide granchio e gli spara in testa prima di voltarsi a sparare ad altri droidi che si avvicinano. Questa scena rispecchia quello che ha fatto su Utapau nel film La vendetta dei Sith.
- Quando Tarkin stringe la mano ad Anakin nella scena finale, si può ascoltare in sottofondo la Marcia Imperiale.

## La Padawan scomparsa
- Titolo originale: Padawan Lost
- Diretto da: Dave Filoni
- Scritto da: Bonnie Mark
- Incipit: «Senza umiltà il coraggio è un gioco pericoloso.»

### Trama
Anakin, Ahsoka e Plo stanno combattendo una battaglia su Felucia, Grievous dopo la notizia dell'attacco invia rinforzi. I tre Jedi si dividono per attaccare in tre punti diversi ma Ahsoka viene catturata dai Trandoshani, che usano gli apprendisti jedi come prede da caccia. La missione su Felucia finisce e Anakin e Plo tornano su Coruscant. Ahsoka intanto convince gli altri apprendisti ad andare al contrattacco ma durante la battaglia Kalifa muore.
- Ascolti USA: telespettatori 2.31 milioni[54]

## Lottare per sopravvivere
- Titolo originale: Wookiee Hunt
- Diretto da: Dave Filoni
- Scritto da: Bonnie Mark
- Incipit: «Un grande allievo è ciò che il maestro spera di essere.»

### Trama
Ahsoka convince gli altri apprendisti ad attaccare la nave che rilascia prigionieri, la nave esplode e l'unico superstite è uno dei prigionieri, Chewbecca. Lo wookie convince i Jedi di poter inviare un segnale al pianeta natale costruendo una trasmittente con i rottami della nave. I quattro vengono attaccati da un trandoshano che fanno prigioniero, dopodiché riescono a rubare uno speeder e si recano al quartier generale dove vengono tratti in salvo dagli wookie.
- Ascolti USA: telespettatori 2.31 milioni[54]
- Nota: in questo episodio compare per la prima e unica volta Chewbecca, personaggio presente nella trilogia originale e storico compagno di Ian Solo sul Millennium Falcon.